# 2. ŽNL Virovitičko-podravska 2012./13.
Ovaj članak je podtema članka: 5. rang HNL-a 2012./13.

2. ŽNL Virovitičko-podravska u sezoni 2012./13. je predstavljala ligu drugog stupnja županijske lige u Virovitičko-podravskoj županiji, te ligu petog stupnja hrvatskog nogometnog prvenstva. 
 
Sudjelovalo je 14 klubova, a ligu je osvojio "Napredak" iz Rušana.    

## Ljestvica
| mj. | klub                  | ut. | pob. | ner. | por. | gol+ | gol- | bod | bod- |
| --- | --------------------- | --- | ---- | ---- | ---- | ---- | ---- | --- | ---- |
| 1.  | Napredak Rušani       | 26  | 18   | 4    | 4    | 85   | 41   | 58  |      |
| 2.  | Dinamo Četekovac      | 26  | 14   | 9    | 3    | 85   | 41   | 51  |      |
| 3.  | Podgorje              | 26  | 16   | 3    | 7    | 58   | 36   | 51  |      |
| 4.  | Graničar Okrugljača   | 26  | 15   | 3    | 8    | 69   | 42   | 48  |      |
| 5.  | Omladinac Korija      | 26  | 14   | 4    | 8    | 49   | 36   | 46  |      |
| 6.  | Sloga Zdenci          | 26  | 11   | 6    | 9    | 53   | 54   | 38  | -1   |
| 7.  | Mladost Miljevci      | 26  | 11   | 3    | 12   | 36   | 45   | 36  |      |
| 8.  | Standard Nova Šarovka | 26  | 10   | 5    | 11   | 43   | 49   | 34  | -1   |
| 9.  | Sveti Đurađ           | 26  | 9    | 5    | 12   | 49   | 56   | 32  |      |
| 10. | Slavonija Sladojevci  | 26  | 9    | 5    | 12   | 43   | 52   | 32  |      |
| 11. | Bratstvo Gornje Bazje | 26  | 10   | 2    | 14   | 61   | 75   | 32  |      |
| 12. | Kladare               | 26  | 7    | 4    | 15   | 36   | 70   | 25  |      |
| 13. | Mladost Stari Gradac  | 26  | 3    | 6    | 17   | 27   | 55   | 15  |      |
| 14. | Bušetina 1947         | 26  | 4    | 3    | 19   | 43   | 85   | 15  |      |

## Rezultatska križaljka
| kratica | klub                  | BRA | BUŠ | DIN | GRA | KLA | MLAM | MLASG | NAP | OML | POD | SLA | SLO | STA | SVEĐ |
| --- | --------------------- | --- | --- | --- | --- | --- | ---- | ----- | --- | --- | --- | --- | --- | --- | ---- |
| BRA | Bratstvo Gornje Bazje |     |     |     |     |     |      |       |     |     |     |     |     |     |      |
| BUŠ | Bušetina 1947         |     |     |     |     |     |      |       |     |     |     |     |     |     |      |
| DIN | Dinamo Četekovac      |     |     |     |     |     |      |       |     |     |     |     |     |     |      |
| GRA | Graničar Okrugljača   |     |     |     |     |     |      |       |     |     |     |     |     |     |      |
| KLA | Kladare               |     |     |     |     |     |      |       |     |     |     |     |     |     |      |
| MLAM | Mladost Miljevci      |     |     |     |     |     |      |       |     |     |     |     |     |     |      |
| MLASG | Mladost Stari Gradac  |     |     |     |     |     |      |       |     |     |     |     |     |     |      |
| NAP | Napredak Rušani       |     |     |     |     |     |      |       |     |     |     |     |     |     |      |
| OML | Omladinac Korija      |     |     |     |     |     |      |       |     |     |     |     |     |     |      |
| POD | Podgorje              |     |     |     |     |     |      |       |     |     |     |     |     |     |      |
| SLA | Slavonija Sladojevci  |     |     |     |     |     |      |       |     |     |     |     |     |     |      |
| SLO | Sloga Zdenci          |     |     |     |     |     |      |       |     |     |     |     |     |     |      |
| STA | Standard Nova Šarovka |     |     |     |     |     |      |       |     |     |     |     |     |     |      |
| SVEĐ | Sveti Đurađ           |     |     |     |     |     |      |       |     |     |     |     |     |     |      |
| |                       |     |     |     |     |     |      |       |     |     |     |     |     |     |      |
| podebljan rezultat - utakmice od 1. do 13. kola (1. utakmica između klubova) rezultat normalne debljine - utakmice od 14. do 26. kola (2. utakmica između klubova) rezultat nakošen - nije vidljiv redoslijed odigravanja međusobnih utakmica iz dostupnih izvora rezultat smanjen * - iz dostupnih izvora nije uočljiv domaćin susreta prekrižen rezultat - poništena ili brisana utakmica p - utakmica prekinuta 3:0 p.f. / 0:3 p.f. - rezultat 3:0 bez borbe n.i. - nije igrano |                       |     |     |     |     |     |      |       |     |     |     |     |     |     |      |

 Izvori: 

## Vanjske poveznice
- znsvpz.hr, Županijski nogometni savez Virovitičko-podravske županije